# Alphonse Séché
Pour les articles homonymes, voir Séché.
Alphonse Séché, né le 29 janvier 1876 à Nantes et mort le 29 janvier 1964 à Paris, est un écrivain, poète, journaliste et directeur de théâtre français.

## Biographie
Fils de Léon Séché, historien du romantisme, il commence une carrière de journaliste au Siècle. Ensuite, il fonde et dirige des revues et collabore à diverses publications.
Homme de théâtre, il écrit, en collaboration avec Jules Bertaut, Un Sans-Patrie, ainsi que L’Évolution du théâtre contemporain. Avec Romain Rolland et Frédéric Pottecher, il dirige la Revue d’art dramatique et musical. Pendant la Première Guerre mondiale, il fonde et dirige le Théâtre aux Armées. Lecteur à la Comédie-Française en 1919, il en épousa une Sociétaire, Andrée de Chauveron.
D’abord avec Jules Bertaut, puis sous sa seule signature, il publie et préface de nombreuses anthologies, notamment chez Nelson, dont il devient le directeur littéraire.
Son œuvre poétique, commencée dans les années 1920 et reprise dans la dernière partie de sa vie eut un grand succès. Son poème le plus souvent cité : Les Oiseaux en cage.
Dans toute cage, il y a deux oiseaux ;

si tu ne les entends pas tu es sourd ;

Il y a deux oiseaux dans toute cage:

si tu ne les vois pas tu es aveugle.

Dans toute cage il y a deux oiseaux 

et deux hommes en tout homme
Au moment de la Grande Guerre, il commence une série d’essais politiques ou de réflexion sur la société, avec Le Désarroi de la Conscience française.
Deux ouvrages lui ont apporté, en leur temps, une grande notoriété : Les Contes des yeux fermés et Les Guerres d’enfer.

## Les Contes des yeux fermés
Paru en 1905 et réédité en 1996, ce premier essai de littérature onirique, annonçait le surréalisme. Ces contes ont été originaux pour l’époque, mélange de fantastique, de fantasmatique et de fantaisie. Les critiques contemporains ont été frappés par leur inquiétante, et amusante étrangeté.

## Les Guerres d’enfer
Parue en 1915 et rééditée en 1919 et 1937, cette œuvre prophétique annonçait la guerre totale et les guerres d’extermination, ainsi que les armées mécanisées. L’état-major français, fort de son succès pendant la première guerre mondiale, continua de se préparer à une guerre de position (La Ligne Maginot). L’avenir montra, comme le prévoyait Alphonse Séché, et ce que comprirent le colonel de Gaulle et l’état-major allemand, que les batailles seraient gagnées par des divisions mécanisées se déplaçant rapidement sur le terrain. Ses prévisions sur la mobilisation universelle et la guerre totale se vérifièrent.
Il existe à Nantes une rue Léon et Alphonse Séché.

## Publications

### Œuvres
- Émile Faguet, Les Célébrités d’aujourd’hui, Sansot, 1904.
- Contes des yeux fermés, Sansot, 1905. Nouvelle édition, Préface de Alain Chevrier, Séguier, 1996.
- Alfred de Musset anecdotique, Sansot, 1907.
- Les Poètes-Misère, Michaud, 1908.
- Les Muses françaises. Anthologie des femmes poètes, 2 vol. I 1200 à 1891 II XIXe siècle, prix de la critique littéraire, 1909, Michaud, 1908-1909.
- Les Caractères de la poésie contemporaine, couronné par l’Académie française, Sansot, 1912.
- Stendhal. La vie anecdotique et pittoresque des grands écrivains, Michaud, 1912.
- Les Accents de la satire dans la poésie contemporaine, Sansot, 1913.
- Le Miroir des ténèbres, contes, Sansot, 1914.
- Le Désarroi de la conscience française, P. Ollendorf, 1914.
- Les Guerres d’enfer, Sansot, 1915. Nouvelle édition, préface de Laurent Tailhade, E. Payot, 1919. Nouvelle édition, préface de Léon Daudet, Denoël, 1937.
- Le Général Joffre, Les célébrités d’aujourd’hui, Sansot, 1916.
- L’Oreille sur le cœur, Sansot, 1916.
- Les Noirs, Préface du général Mangin, Payot, 1919.
- Seul un homme…. Essai de politique républicaine, Sansot, 1921.
- Paroles pour notre bonheur, Fayard, 1922.
- Histoire merveilleuse de Jésus, Fayard, 1926.
- (it) Storia meravigliosa di Gesu, La nuova Italia, Venezia, 1927.
- (en) The Radiant Story of Jesus, The Century CO, 1927.
- La Vie des Fleurs du mal, Les grands évènements littéraires, Malfère, 1928.
- La Morale de la machine, Malfère, 1929.
- Le Dictateur ou l’Homme de la République, Bossard, 1933.
- Dans la Mêlée littéraire. Souvenirs et correspondance, 1900-1930, Malfère, 1935.
- Réflexions sur la force, Éditions de France, 1936.
- Histoire de la nation juive, Mercure de France, 1944.
- Les Fleurs du mal de Baudelaire, Les grands évènements littéraires, Malfère, 1946.
- Regards sur la Révolution, Berger-Levrault, 1948.
- Ces jours lointains Alphonse Séché et Romain Rolland. Lettres et autres écrits, Préface d’André Maurois, Cahiers Romain Rolland, Albin Michel, 1962.

### Poésie
- Quatre poèmes pour la France, hors commerce, 1916.
- Dans toute cage, il y a deux oiseaux, Sansot, 1922.
- Le Jardin de consolation, Le Monde moderne, 1926.
- Un Petit tour d’éternité, Malfère, 1934.
- Mon Cœur qui chante, Malfère.
- Cloches du soir, Le bercement du Monde, 1946.
- Le Bruit du monde, Les amis d’Alphonse Séché, Grand Prix du Cinquantenaire de la Société des poètes français, 1952.
- La Cathédrale du silence, Lefèbvre, 1957.
- Trente poèmes nouveaux, Guirimaud, Grenoble, 1960.

### En collaboration avec Jules Bertaut
- Tuons les morts, ou le Roman feuilleton contre la littérature, Grasset, 1908.
- Au temps du Romantisme, Sansot, 1909.
- Un Sans-Patrie, trois actes représentés au Théâtre Antoine par le Nouveau Théâtre d’Art, 1912, publiée par Comœdia, 23.9.1912.
- L’Evolution du Théâtre contemporain, couronné par l’Académie française, Mercure de France, 1918.
- La Passion romantique Antony-Marion Delorme-Chatterton, Fasquelle, 1927.
- Dans la Collection de La Vie anecdotique et pittoresque des grands écrivains : Diderot-Lord Byron-Tolstoï-Balzac-George Sand-Baudelaire-Verlaine-Goethe, 8 vol, Michaud.

### Préfaces
- Romain Rolland, L’Humble vie héroïque, Les Glanes françaises,
- Catalogue de l’Exposition rétrospective W. Blair Bruce, 1907.
- Les sonnets d’amour, choix de sonnets du XVIe siècle à nos jours, Michaud.
- Stendhal, La chasse au bonheur, Sansot, 1912.
- Les plus jolis vers de l’année, 1907-1913, 7 vol., Michaud.
- Alphonse Viouly, Les Mains qui portent le feu, Les Marches de Provence, 1913.
- Gabriel Faure, Paysages passionnés, Perrin, 1921.
- Alfred de Musset, Comédies et Proverbes, Nelson, 2 vol.
- Régnard, Chefs-d’œuvre dramatiques, Nelson.
- Hégésippe Moreau, Le Myosotis, Poésies diverses, Contes, Nelson.
- Bibliothèque des Poètes français et étrangers : A. de Musset ; Byron ; Ronsard ; Béranger ; H. Heine ; A. Chénier ; Scarron ; Ed. Poë ; Hég. Moreau ; J. du Bellay ; G. de Nerval ; A. Brizeux ; C. Delavigne ; Ch. D’Orléans ; L. Uhland ; Voltaire ; Léopardi ; Goethe ; Corneille ; Millevoye ; Lope de Vega ; Villon ; Desbordes-Valmore ; Baïf ; Parny ; Voiture ; Malherbe ; Racine, 28 vol., L. Michaud.
- Lamennais, Paroles d’un croyant, Nelson.
- A. Brizeux, Prihhel et Nola.
- Byron, Parisiana.
- Mme d’Aulnay, Contes de fée.
- Bossuet, Pensées chrétiennes et morales.
- Desbordes-Valmore, La Tendresse d’une mère, collection Bijou, Nelson.

### Collaborations (indications jusqu’en 1922)
- La critique indépendante (Fondateur-Directeur) 1902 ; La Revue d’Art dramatique (Directeur), 1903-1904) ; Arthur Tilley: Modern France, Ch. XII : The Stage, Cambridge, University Press, 1922-
- L’Art du Théâtre, Ch. Schmidt, 1904-19 ; La Revue du Mois (critique dramatique), 1908-1920, Alcan ; Paris-Magazine (critique littéraire) 1919-1920 ; L’Armée coloniale (critique littéraire depuis 1916) ; Le Correspondant ; La Revue Latine ; Le Mercure de France ; La Revue hebdomadaire ; l’Opinion ; Le Monde Illustré ; Pages Libres ; La Revue ; La nouvelle Revue ; Le Miroir des Modes ; Patria ; La Revue Bleue ; La Vie des Lettres ; Le Gaulois ; L’Évènement (1916) ; La Liberté (1920).

## Distinctions
- 1908 et 1914 : prix Montyon de l’Académie française[1]
- 1918 : prix Maillé-Latour-Landry de l’Académie française
- 1923 : prix Alfred-Née de l’Académie française